# Il ladro di orchidee (film)
Il ladro di orchidee (Adaptation.) è un film del 2002 diretto da Spike Jonze.
Lo sceneggiatore Charlie Kaufman inizialmente avrebbe dovuto scrivere un copione basato sul saggio Il ladro di orchidee di Susan Orlean, ma durante quest'operazione si ritrovò più volte in crisi, al punto che la sceneggiatura si trasformò lentamente in un film biografico su due sceneggiatori gemelli alle prese proprio con l'adattamento del romanzo.
Il risultato è un film sul processo di adattamento cinematografico, visto attraverso gli occhi di due sceneggiatori. Il titolo originale, Adaptation., richiama sia l'adattamento cinematografico, ossia il processo per cui un libro diventa una sceneggiatura, sia l'adattamento evolutivo delle orchidee, rappresentato nel film dalla figura di Darwin.

## Trama
Durante le riprese di Essere John Malkovich, lo sceneggiatore Charlie Kaufman si trova in una profonda crisi creativa ed esistenziale, non riuscendo ad adattare per il cinema il suo nuovo soggetto. Si tratta del libro Il ladro di orchidee di Susan Orlean, giornalista del New Yorker, che ha una struttura decisamente poco adatta alla narrazione filmica e che porta Charlie a ritrovarsi in una sorta di palude creativa. Il libro racconta la storia del botanico John Laroche, un ricercatore talmente appassionato di orchidee rare da arrivare al punto di rubarle. Si scoprirà inoltre che dalle orchidee si può estrarre una droga.
Charlie ospita in casa il suo fratello gemello Donald, che ha intenzione di cimentarsi anch'egli nella professione di sceneggiatore, scrivendo un improbabile thriller psicologico intitolato I tre, e che lo infastidisce quotidianamente, disturbando il suo processo creativo. Per uscire dal blocco Charlie ha l'intuizione di scrivere una sceneggiatura che riguarda proprio la sua difficoltà nel realizzarla, inserendo se stesso all'interno della bozza. Si reca a New York per parlare di persona con Susan Orlean, ma, una volta trovatosi in ascensore in compagnia dell'autrice del libro, non troverà il coraggio di rivolgerle la parola.
Nel frattempo Charlie frequenta un seminario per sceneggiatori consigliatogli dal fratello e tenuto da Robert McKee. In suo soccorso arriva Donald, che ormai ha terminato la sua sceneggiatura che presto diventerà un film, lo sostituisce e intervista la donna. Donald però pensa che gli abbia mentito. I due fratelli gemelli decidono di pedinare Susan e scoprono che ha una relazione clandestina con John Laroche.
Una notte Charlie, mentre spia John e Susan che hanno un rapporto sessuale e si drogano, viene scoperto, i due vogliono ucciderlo e lo portano in una palude. Nascosto sui sedili posteriori dell'auto c'è Donald che schizza fuori e si mette in salvo insieme al fratello nascondendosi nella vegetazione dove passeranno la notte. La mattina seguente tentano di fuggire, Laroche spara a Donald, i gemelli saltano sull'auto ma dopo pochi metri hanno un incidente nel quale Donald perde la vita.
Charlie si salva solo grazie all'intervento improvviso di un alligatore (un Deus ex machina, proprio come l'esempio fatto da Robert McKee nel suo seminario per sceneggiatori come conclusione di una cattiva sceneggiatura) che sbrana John Laroche poco prima che quest'ultimo gli spari con un fucile. Orlean viene arrestata, infine Charlie si riappacifica con la madre, ha finalmente il coraggio di dichiarare il suo amore alla sua amica Amelia e finisce di scrivere la sua sceneggiatura.

## Riconoscimenti
L'autorevole rivista del British Film Institute Sight & Sound l'ha indicato fra i trenta film chiave del primo decennio del XXI secolo.
- 2003 - Premio Oscar
  - Miglior attore non protagonista a Chris Cooper
  - Candidatura Miglior attore protagonista a Nicolas Cage
  - Candidatura Miglior attrice non protagonista a Meryl Streep
  - Candidatura Migliore sceneggiatura non originale a Charlie Kaufman e Donald Kaufman
- 2003 - Golden Globe
  - Miglior attore non protagonista a Chris Cooper
  - Miglior attrice non protagonista a Meryl Streep
  - Candidatura Miglior film commedia o musicale
  - Candidatura Miglior regista a Spike Jonze
  - Candidatura Miglior attore in un film commedia o musicale a Nicolas Cage
  - Candidatura Migliore sceneggiatura a Charlie Kaufman
- 2003 - Festival di Berlino
  - Orso d'argento, gran premio della giuria a Spike Jonze
  - Candidatura Orso d'oro
- 2003 - Premio BAFTA
  - Migliore sceneggiatura non originale a Charlie Kaufman
  - Candidatura Miglior attore protagonista a Nicolas Cage
  - Candidatura Miglior attore non protagonista a Chris Cooper
  - Candidatura Miglior attrice non protagonista a Meryl Streep

- 2003 - Critics' Choice Movie Award
  - Miglior attore non protagonista a Chris Cooper
  - Miglior sceneggiatore a Charlie Kaufman (anche per Confessioni di una mente pericolosa)
  - Candidatura Miglior film
  - Candidatura Miglior attrice non protagonista a Meryl Streep
- 2002 - Satellite Award
  - Migliore sceneggiatura non originale a Charlie Kaufman
  - Candidatura Miglior film commedia o musicale
  - Candidatura Miglior attore in un film commedia o musicale a Nicolas Cage
  - Candidatura Miglior attore non protagonista a Chris Cooper
  - Candidatura Miglior attrice non protagonista a Meryl Streep
- 2003 - Screen Actors Guild Award
  - Candidatura Miglior attore protagonista a Nicolas Cage
  - Candidatura Miglior attore non protagonista a Chris Cooper
  - Candidatura Miglior cast
- 2003 - Writers Guild of America Award
  - Candidatura Miglior sceneggiatura non originale a Charlie Kaufman
- 2002 - Eddie Award
  - Candidatura Miglior montaggio in un film commedia o musicale a Eric Zumbrunnen
- 2003 - Golden Reel Award
  - Candidatura Miglior montaggio sonoro ad Adam Milo Smalley
- 2002 - National Board of Review Award
  - Migliori dieci film
  - Miglior attore non protagonista a Chris Cooper
  - Migliore sceneggiatura a Charlie Kaufman (anche per Human Nature e Confessioni di una mente pericolosa)
- 2002 - New York Film Critics Circle Award
  - Migliore sceneggiatura a Charlie Kaufman
  - Candidatura Miglior attore non protagonista a Chris Cooper
- 2002 - Los Angeles Film Critics Association Award
  - Miglior attore non protagonista a Chris Cooper
  - Candidatura Migliore sceneggiatura a Charlie Kaufman

- 2002 - Chicago Film Critics Association Award
  - Miglior attrice non protagonista a Meryl Streep
  - Migliore sceneggiatura non originale a Charlie Kaufman
  - Attrice più promettente a Maggie Gyllenhaal (anche per Confessioni di una mente pericolosa e Secretary)
  - Candidatura Miglior film
  - Candidatura Miglior attore protagonista a Nicolas Cage
  - Candidatura Miglior attore non protagonista a Chris Cooper
- 2003 - Kansas City Film Critics Circle Award
  - Miglior attore non protagonista a Chris Cooper
- 2002 - Boston Society of Film Critics Award
  - Migliore sceneggiatura a Charlie Kaufman
- 2003 - Central Ohio Film Critics Association Award
  - Miglior attore non protagonista a Chris Cooper
  - Migliore sceneggiatura non originale a Charlie Kaufman
- 2003 - Florida Film Critics Circle Award
  - Miglior film
  - Miglior sceneggiatura a Charlie Kaufman
  - Miglior attore non protagonista a Chris Cooper
  - Miglior attrice non protagonista a Meryl Streep
- 2002 - San Francisco Film Critics Circle Award
  - Miglior attore non protagonista a Chris Cooper
- 2002 - Toronto Film Critics Association Award
  - Miglior film
  - Miglior sceneggiatura a Charlie Kaufman
  - Miglior attore a Nicolas Cage
  - Miglior attore non protagonista a Chris Cooper
- 2004 - London Critics Circle Film Awards
  - Candidatura Attore dell'anno a Nicolas Cage
  - Candidatura Attrice dell'anno a Meryl Streep
  - Candidatura Sceneggiatore dell'anno a Charlie Kaufman

## Curiosità
- Donald Kaufman è un fratello gemello immaginario inventato da Charlie Kaufman, che lo ha anche accreditato come co-sceneggiatore. Il film è dedicato alla sua memoria, inoltre i titoli di coda si concludono con un paragrafo della sceneggiatura de I tre scritta proprio da Donald.
- Il film utilizza ampiamente la tecnica della mise en abyme.
- Come in altri film che portano la firma dello stesso sceneggiatore, nella pellicola vi è un riferimento al decostruzionismo, allorché il protagonista (Charlie) rivela al fratello la trama di una sua idea di sceneggiatura riguardante un serial killer, da lui soprannominato niente meno che "il decostruzionista" (metafora della sensibilità postmoderna e dell'inclinazione metanarrativa ricorrente generalmente nella poetica di Kaufman); vi sono inoltre notevoli richiami al realismo isterico letterario, specie nelle digressioni rispetto alla trama e nell'autoironia sincopata e allucinata dei monologhi interiori del protagonista.
- Nel film appaiono Spike Jonze, John Malkovich, John Cusack e Catherine Keener, che interpretano loro stessi.